# Давыдовский переулок
Давы́довский переу́лок (до 1922 — 3-й Краснопрудный переулок) — улица в центре Москвы в Красносельском районе от Краснопрудной улицы.

## Происхождение названия
Назван в 1922 году в память о Якове Давыдове (1882—1920) — рабочем Московских железнодорожных мастерских, погибшем при штурме Перекопа. Ранее (до 1922 года) — 3-й Краснопрудный переулок (по соседней Краснопрудной улице), на плане 1879 года обозначен как Новый (после разделения Большого Ольховецкого переулка, ныне 1-й Ольховецкий тупик, полотном железной дороги). Исходно же назывался Большой Ольховецкий (так уже на плане 1739 года) — по ручью Ольховец, притоку реки Ольховка.

## Описание
Начинается от чётной стороны Краснопрудной улицы и проходит на юго-восток по направлению к железнодорожным путям Казанского направления.

## Примечательные здания и сооружения
по нечётной стороне:
- № 3 — Дом дешёвых квартир для служащих Казанской железной дороги (1900-е, архитектор Т. Я. Бардт). В настоящее время здесь располагаются Российские железные дороги, филиал Московская железная дорога — архив